# Kaye Mortley
Kaye Mortley (* 1943 in Sydney) ist eine australische Featureautorin und Hörfunkregisseurin. Seit 1981 lebt sie in Frankreich. Für ihre klanglich anspruchsvollen Produktionen erhielt sie zahlreiche Preise.

## Leben
Kaye Monley studierte Literaturwissenschaft in Sydney und Melbourne, später in Straßburg, wo sie promovierte. Von 1973 bis 1981 war sie Mitarbeiterin der Hörspiel- und Featureabteilung des Australischen Rundfunks. Seit 1981 arbeitet sie, mit Wohnsitz Paris, als freie Autorin für französische, australische und deutsche Rundfunkanstalten. Mortley leitete Featureworkshops und -seminare; 2013 war sie unter anderem Referentin am Nordkolleg Rendsburg.

„Wenn Radio Kunst ist oder sein möchte, dann muss sie sein, wie die 'arte povera': eine Kunst, die sich auf ihr eigenes Potenzial konzentriert und dabei 'blind' bleibt. Sound, Stille, Sprache und Musik sind die einzigen Materialien, die das Radio zur Kompensation der 'Blindheit' anzubieten hat.“

## Auszeichnungen
- Hörspiel des Monats September 1981: Die Flucht von Gillian Jones (Regie)
- Prix Europa/Prix Futura: 1979, 1983, 1985, 1991, 2001; 1998 für Dort oben – Struthof. Das französische Lager; 2004 für Theben – Ein Roadmovie
- Hörspiel des Monats Juni 1999: Sounds of Dancing
- Prix Italia 2005: Fremd im Elsass. Der elsässische Poet Conrad Winter (realisiert mit Aldo Gardini, Redakteur und Tonregisseur), abhörbar im SRF